# Die schwarze Loo
Die schwarze Loo, oder Die Komposition des Anderen ("Loo la nera, ovvero La composizione dell'altro") è un film muto del 1917 diretto da Max Mack e Louis Neher.

## Trama
Loo, detta – poco spiegabilmente – "la nera", una vagabonda, guadagna le proprie magre entrate esibendosi come cantante e ballerina, accompagnata dal proprio tamburello, in locali di bassa lega, dove tuttavia è sempre benvoluta dagli avventori e dai gestori, che, ospitando in tali occasioni un pubblico numeroso, arrotondano i propri guadagni. In una di queste esibizioni Loo ha un malore, e viene soccorsa da Fredo, un compositore senza successo che abita nelle vicinanze, che la conduce nella propria casa. Fredo era stato attirato nell'osteria proprio dalla melodia di una delle danze eseguite da Loo, che, a suo parere, avrebbe dato il tocco finale all'opera lirica che egli stava componendo, e che – così sognava – gli avrebbe dato fama e ricchezza.
I due si prendono in simpatia e nasce repentinamente l'amore. Se inizialmente è stato Fredo a prendersi cura  di Loo, accade spesso che sia ora Loo a far fronte, con i proventi delle proprie performances, alle necessità dell'uomo, anch'egli al limite della povertà. Nei brevi giorni della loro convivenza a casa di Fredo, il compositore inserisce nella propria partitura diverse arie che Loo conosce ed è usa interpretare. I fantasmi di gloria aleggiano attorno alla coppia: Fredo sente che buona parte della propria opera è dovuta all'apporto di Loo, e le fa promettere che, non dovesse fare in tempo a completarla – è infatti afflitto da una grave malattia – la donna avrebbe dovuto provvedere a valorizzarla per promuovere la loro comune fama.
E Fredo non fa in tempo. Un giorno Loo esce per andare a danzare; coinvolta in una rissa viene arrestata e trattenuta per una notte in prigione. Fredo la aspetta invano, scribacchia qualche cosa sulla propria partitura e la ripone in un bauletto. Quando Loo torna, il giorno dopo, trova Fredo morto. I vicini, attorno al letto funebre, esprimono l'opinione che il compositore defunto debba essere fatto oggetto di un funerale a tariffa agevolata, adatto ai poveri. Loo se ne risente, e si ripromette di fare di tutto affinché le esequie siano degne di una persona (almeno in futuro) famosa.
Il che le riesce, perché il giorno stesso Loo ottiene fortuitamente l'accesso ad un ristorante lussuoso, e il leader di un ensemble musicale che lavora nel locale, Erwin Burchardt, le permette di esibirsi: è un grande successo. In breve tempo Loo riesce a guadagnare la somma che le serve. Erwin, dal canto suo, comincia ad invaghirsi della donna.
Un anno dopo. La vita continua. Loo ed Erwin sono marito e moglie, e vivono una vita borghese quale mai prima la donna – smessi i variopinti abiti della danzatrice itinerante ed appeso il tamburello al chiodo - aveva conosciuto. Erwin è in trattative con il locale conservatorio, che promette all'uomo una cattedra, che – poco spiegabilmente, ancora - ai tempi e in quel luogo, veniva considerata più redditizia di un lavoro come musicista nei locali, se solo fosse riuscito a presentare una composizione interessante. Dal bauletto dei pochi averi che Loo aveva prelevato dall'abitazione di Fredo salta fuori la partitura dell'opera del defunto compositore: Erwin la guarda, la suona al pianoforte, la completa. La presenta, come opera sua, ai signori del conservatorio – che ne rimangono deliziati -, in modo da ottenere il ruolo di professore, che avrebbe dato una svolta significativa al ménage della coppia.
Loo – ammonita anche da sogni premonitori raffiguranti un Fredo risentito e minacciante - si erge ad alfiere della proprietà intellettuale dell'opera del suo primo amore, e si oppone fieramente: aveva promesso di usare l'opera lirica di Fredo solo come mezzo per promuovere la sua genialità ed è assolutamente contraria al furto intellettuale e al plagio, che il marito sta per commettere, e requisisce la partitura. Erwin – che ama sinceramente la moglie -  si rende conto che Loo è più attenta al defunto Fredo che a lui stesso, ed in questa temperie, depresso, attenta alla propria vita.
Non muore. In convalescenza, riceve una lettera del conservatorio che lo nomina professore. Loo aveva scoperto, su una pagina della partitura di Fredo, una postilla di suo pugno che la nominava legittima erede e dotata di illimitate possibilità di disporre dell'opera come meglio credeva ("I morti non hanno bisogno di fama", vi si leggeva): era stata quindi verosimilmente Loo ad inviare la partitura al conservatorio, dal che era seguita la nomina di Erwin.
Ma Erwin  sembra rifiutare la nomina.

## Produzione
Le riprese di Die schwarze Loo hanno avuto luogo nell'inverno 1916/17 presso il teatro di posa della Greenbaum a Berlino-Weiẞensee. Il film consta di tre bobine per una lunghezza complessiva di 1389 metri.
Maria Orska, di origini russo-ebraiche, era una attrice teatrale molto in voga negli anni '10 e '20 del secolo scorso; nel giro di due anni, 1916 e 1917, ha girato ben sei film diretti da Max Mack.

## Distribuzione
Proibito ai minori, il film – munito del visto di censura B.40880 - uscì nelle sale cinematografiche tedesche nel settembre 1917. La prima proiezione avvenne al Marmorhaus di Berlino.

## Accoglienza
Nel Neue Kino-Rundschau, in data 18 maggio 1918, si legge: "Un'altra volta ecco un film di grande effetto, splendidamente recitato, che tiene gli spettatori in tensione per l'intera lunghezza dei suoi quattro atti. (…) Maria Orska, attrice geniale e piena di temperamento, interpreta il suo ruolo con verve, e, nello stesso tempo, con accuratezza ed espressività tali che tutto il resto rimane in secondo piano. Anche la scenografia e l'esemplare direzione della fotografia contribuiscono al plauso che il film ha saputo suscitare." 